# Chester (Oklahoma)
Chester – jednostka osadnicza w Stanach Zjednoczonych, w stanie Oklahoma, w hrabstwie Major.